# Ask Me Why
〈Ask Me Why〉는 영국의 록 밴드 비틀즈의 노래다. 영국에서 B 사이드에 〈Please Please Me〉를 수록하여 싱글로 발매했고 히트했다. 또한 비틀즈의 첫 정규 음반 《Please Please Me》에 수록되어 발매했다.

## 작곡과 녹음
〈Ask Me Why〉는 1962년 초 존 레논이 대부분 작곡하여 폴 매카트니와 존 레논의 작곡가 표기로 출시되었다. 폴 매카트니는 말한다. "그건 존이 아이디어를 제시했고, 우리 둘이 앉아서 함께 쓴 것입니다. 그냥 그 일을 했어요. 대부분 존이 제작했습니다." 이 노래는 녹음 계약을 하기 전 라이브 공연으로 처음 선보여졌으며 제2 EMI 스튜디오에서 1962년 6월 6일 처음 녹음되었다. 노래는 존 레논이 영향받은 스모키 로빈슨 앤 더 미라클스의 스타일을 모방한 것이다. 오프닝 기타 구절은 미라클스의 곡인 〈What's So Good About Goodbye〉에서 따왔다.
〈Ask Me Why〉는 원래 1962년 6월 6일 애비 로드 스튜디오에서 드럼 연주자 피트 베스트와 함께 녹음했다. 이 세션이 '상업적 시험'이었기 때문에 그날 녹음된 노래 중 어느 것도 발매되기에 적합하지 않았고, 따라서 2/4인치 테이프 릴은 EMI에 의해 파괴된 것으로 알려졌다. 그러나 〈Besame Mucho〉와 〈Love Me Do〉는 살아남아 이후 아세테이트 디스크에서 발견되었다. 이 노래는 〈Please Please Me〉와 함께 링고 스타의 드럼 버전으로 1962년 11월 26일 재녹음했다. 비틀즈는 또한 〈Please Please Me〉의 B면에 싣기 위해 레논과 매카트니가 쓴 〈Tip of My Tongue〉의 리허설을 했다. 하지만 프로듀서 조지 마틴은 이 노래가 좀 더 손봐야 할 필요가 있다고 생각했고, 결국에는 토미 퀴틀리에게 곡을 줬다.

## 참여 인원
- 존 레논 – 보컬, 리듬 기타
- 폴 매카트니 – 베이스, 백 보컬
- 조지 해리슨 – 리듬 기타, 백 보컬
- 링고 스타 – 드럼

엔지니어는 노먼 스미스가 맡음
이안 맥도널드의 글에서 발췌

## 참고 문헌
- Harry, Bill (1992). 《The Ultimate Beatles Encyclopedia》. London: Virgin Books. ISBN 0-86369-681-3.
- Lewisohn, Mark (1988). 《The Complete Beatles Recording Sessions》. London: Hamlyn. ISBN 0-600-55798-7.
- Lewisohn, Mark (2013). 《The Beatles: All These Years》. Volume one - Tune In Exte Special판. London: Little, Brown. ISBN 978-1-4087-0478-3.
- MacDonald, Ian (2005). 《Revolution in the Head: The Beatles' Records and the Sixties》 Seco Revis판. London: Pimlico (Rand). ISBN 1-84413-828-3.
- Miles, Barry (1998). 《Paul McCartney: Many Years From Now》. London: Vintage. ISBN 0-7493-8658-4.
- Pollack, Alan W. (2001년 3월 27일). “Notes on "Ask Me Why"”. 《Notes On Series》.